# Llandudno Football Club
El Llandudno Football Club (en galés: Clwb Pêl-droed Llandudno) es un club de fútbol de Gales, con sede en Llandudno. Fue fundado en 1988 y compite en la Cymru North, segunda categoría del fútbol galés.

## Historia
Fue fundado en el año 1878 en la ciudad de Llandudno, al norte de Gales con el fin de proporcionarle actividad deportiva a los jugadores de cricket durante sus vacaciones. Fueron fundadores de la Welsh National League en 1921, así como de la Welsh League North en 1935, aunque su primer logro importante ha sido el ascenso a la Welsh Premier League por primera vez en su historia para la temporada 2015/16.
En su primera temporada en la Welsh Premier League quedó en tercer lugar, lo suficiente como para clasificar a su primer torneo continental, la Liga Europea de la UEFA 2016-17, donde fue eliminado en la primera ronda por el IFK Goteborg de Suecia.

## Palmarés

### Torneos nacionales
- Segunda División de Gales (1): 2014-15

## Participación en competiciones de la UEFA
| Temporada | Torneo             | Ronda              | Club         | Casa | Visita | Global |  |
| --------- | ------------------ | ------------------ | ------------ | ---- | ------ | ------ |  |
| 2016–17   | UEFA Europa League | 1.ª Clasificatoria | IFK Göteborg | 1–2  | 0–5    | 1–7    |  |